# Sven Lundin (tecknare)
Sven Olof Lundin, född 30 december 1918 i Stockholm, död 16 augusti 2005 i Hägersten, var en svensk målare och reklamtecknare.
Han var son till folkskolläraren Carl Johan Vilhelm Lundin och Clara Augusta Viktoria Wohlin och från 1945 gift med Britta Karin Margareta Malm. Lundin var som tecknare autodidakt. Separat ställde han ut på Lilla Paviljongen 1952 och har därefter ställt ut separat ett flertal gånger. Han medverkade i samlingsutställningar med Sveriges allmänna konstförening och i HSB:s konstutställning i Stockholm samt Nationalmuseums utställning Unga tecknare. Hans konst består av nonfigurativa kompositioner och landskap utförda i olja, gouache, akvarell eller i form av tuschteckningar.